# Bundesversicherungsanstalt für Angestellte
Bundesversicherungsanstalt für Angestellte (BfA) – dawny niemiecki podmiot prawa publicznego z siedzibą w Berlinie, odpowiedzialny za ustawowe ubezpieczenie społeczne w Niemczech. Powstał w 1953.
Kontynuował tradycje Reichsversicherungsanstalt für Angestellte (1911–1945). 1 października 2005 mocą ustawowy został przekształcony w Deutsche Rentenversicherung Bund.